# Спартак (волейбольний клуб, Київ)
«Спартак» — історичний чоловічий волейбольний клуб з м. Києва, Україна. Заснований у 1945 році. Виступав у вищій лізі Чемпіонату СРСР і УРСР. Клуб є багаторазовим  чемпіоном  УРСР і володарем 
 кубка УРСР, багаторазовим призером і фіналістом чемпіонату і кубка УРСР, триразовим призером чемпіонату СРСР.

## Досягнення
Чемпіонат УРСР 
- Чемпіон (5): 1940(літо), 1950, 1952, 1953, 1954.
- Срібний призер (5): 1948, 1949, 1951, 1955(весна), 1957(літо).
- Бронзовий призер (6): 1947, 1955(зима), 1956, 1957(літо), 1958(зима), 1958(літо)

Кубок УРСР 
- Володар (8): 1946, 1947, 1948, 1949, 1950, 1951, 1952, 1953.
- Фіналіст (2): 1954, 1956.

Чемпіонат СРСР 
- Срібний призер(1): 1951.
- Бронзовий призер(2): 1952, 1953.